# Europacup I hockey vrouwen 2008
De 35ste editie van de Europacup I voor vrouwen werd gehouden van 9 mei tot en met 12 mei 2008 in Keulen. Er deden acht teams mee, verdeeld over twee poules. Hockeyclub Den Bosch was de titelverdediger en won de Europacup I voor de 9e keer op rij zonder ook maar één doelpunt tegen te krijgen.

## Poule-indeling

### Eindstand Groep A
| Team                   | Pnt | GS | W | G | V | DV | DT | DS  |
| ---------------------- | --- | -- | - | - | - | -- | -- | --- |
| 1. HC 's-Hertogenbosch | 9   | 3  | 3 | 0 | 0 | 25 | 0  | +25 |
| 2. Atasport            | 6   | 3  | 2 | 0 | 1 | 5  | 6  | −1  |
| 3. Volga Telecom       | 3   | 3  | 1 | 0 | 2 | 3  | 14 | −11 |
| 4. Šiauliai Ginstrektė | 0   | 3  | 0 | 0 | 3 | 2  | 15 | −13 |

### Eindstand Groep B
| Team                      | Pnt | GS | W | G | V | DV | DT | DS  |
| ------------------------- | --- | -- | - | - | - | -- | -- | --- |
| 1. Club de Campo          | 7   | 3  | 2 | 1 | 0 | 11 | 3  | +8  |
| 2. KTHC Stadion Rot-Weiss | 6   | 3  | 2 | 0 | 1 | 9  | 5  | +4  |
| 3. Leicester HC           | 4   | 3  | 1 | 1 | 1 | 9  | 5  | +4  |
| 4. Rhythm Grodno          | 0   | 3  | 0 | 0 | 3 | 3  | 19 | −16 |

## Poulewedstrijden

### Vrijdag 9 mei 2008
- 10:00 A Atasport - Volga Telecom 3-1 (2-0)
- 12:00 A 's-Hertogenbosch - Šiauliai Ginstrektė 11-0 (7-0)
- 14:00 B Leicester HC - Club de Campo 2-2 (1-0)
- 16:00 B KTHC Stadion Rot-Weiss - Rhythm Grodno 6-2 (3-1)

### Zaterdag 10 mei 2008
- 10:00 A Atasport - Šiauliai Ginstrektė 2-1 (1-1)
- 12:00 A 's-Hertogenbosch - Volga Telecom 10-0 (5-0)
- 14:00 B Leicester HC - Rhythm Grodno 6-1 (5-1)
- 16:00 B KTHC Stadion Rot-Weiss - Club de Campo 1-2 (0-1)

### Zondag 11 mei 2008
- 10:00 A Volga Telecom - Šiauliai Ginstrektė  2-1 (0-1)
- 12:00 A 's-Hertogenbosch - Atasport  4-0 (1-0)
- 14:00 B Rhythm Grodno - Club de Campo  0-7 (0-3)
- 16:00 B Leicester HC - KTHC Stadion Rot-Weiss  1-2 (0-0)

## Finales

### Maandag 12 mei 2008
- 08.00  4e A - 3e B  Šiauliai Ginstrektė - Leicester HC 1-2 (0-2)
- 10.15  3e A - 4e B  Volga Telecom - Rhythm Grodno 2-0 (2-0)
- 12.30  2e A - 2e B  Atasport - KTHC Stadion Rot-Weiss 1-2 (0-0)
- 14.45  1e A - 1e B  's-Hertogenbosch - Club de Campo 7-0 (4-0)

## Einduitslag
1.  's-Hertogenbosch 

2.  Club de Campo 

3.  KTHC Stadion Rot-Weiss 

4.  Atasport 

5.  Leicester HC 

5.  Volga Telecom 

7.  Šiauliai Ginstrektė 

7.  Rhythm Grodno

## Kampioen
| Europacup I 2008              |
| ----------------------------- |
| HC 's-Hertogenbosch 9de titel |